# Wolfgang Jilke

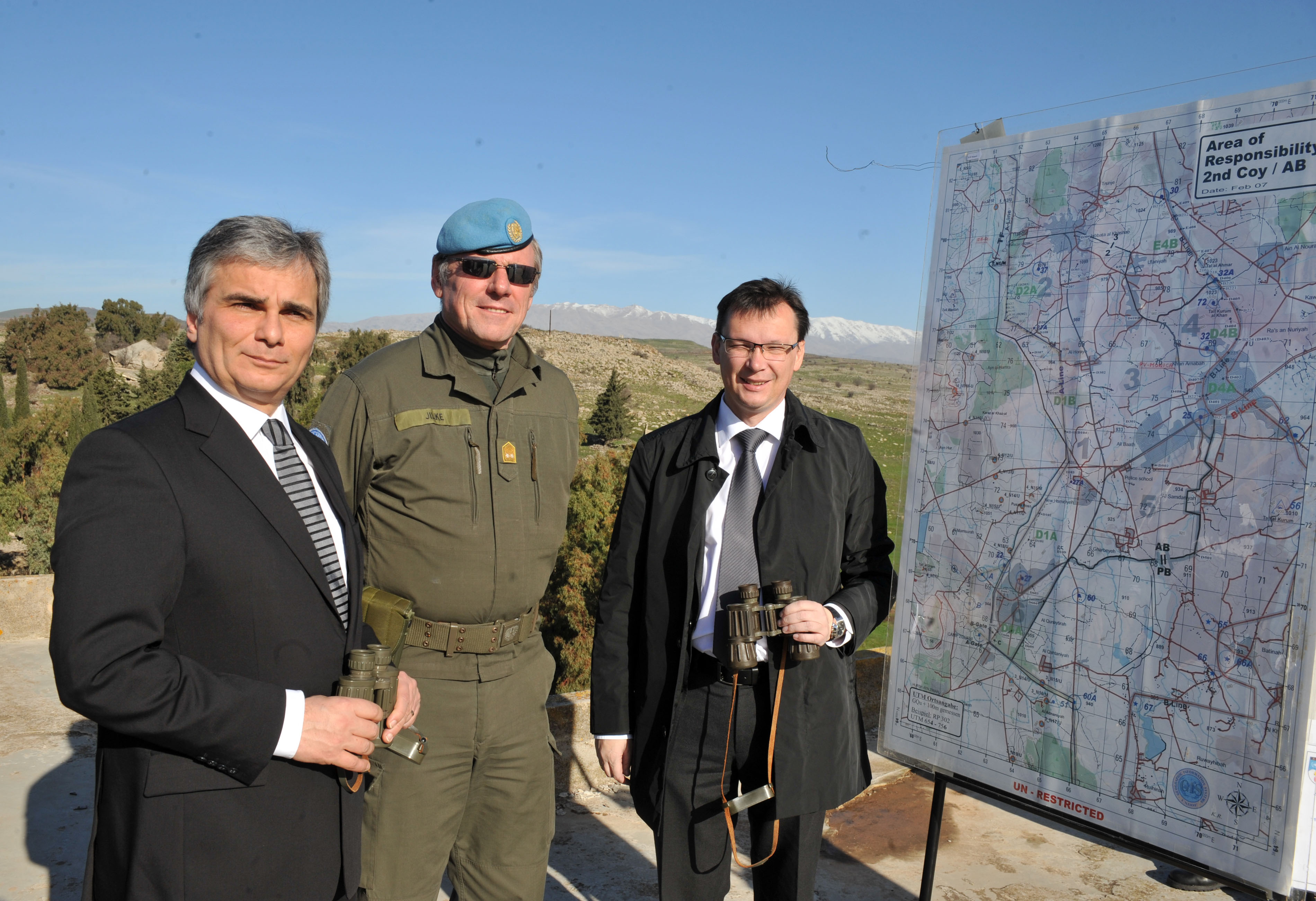
Generalmajor Wolfgang Jilke mit Bundeskanzler Werner Faymann und Bundesminister für Landesverteidigung und Sport Norbert Darabos bei einem Truppenbesuch in Syrien.

Wolfgang Jilke (* 1949 in Innsbruck (Tirol)) ist ein österreichischer Offizier i. R., er war von 12. Februar 2007 bis 1. März 2010 Force Commander der UN-Friedenstruppe, United Nations Disengagement Observer Force am Golan, sein letzter Dienstgrad ist der Rang eines Generalmajors.

## Laufbahn
Wolfgang Jilke absolvierte die Theresianische Militärakademie in Wiener Neustadt, von 1971 bis 1978 war er Zugs- und Kompaniekommandant bei einer Panzergrenadierkompanie, anschließend absolvierte Jilke den Generalstabskurs. Weiter war er 1991 als Lehrer an der Landesverteidigungsakademie tätig und Kommandant der 9. Panzergrenadierbrigade. Kabinettschef im Verteidigungsministerium war er von 2000 bis 2002.

### Dienst als Stabsoffizier
Von 1979 bis 1982 absolvierte er den 9. Generalstabslehrgang an der Landesverteidigungsakademie in Wien.

### Internationale Verwendungen
Wolfgang Jilke war Kompaniekommandant bei Auslandseinsätzen in Ägypten und Syrien (UNDOF Ausbatt), weiters stellvertretender UNDOF-Stabschef. Er studierte am Royal College of Defence Studies in London, war bei der österreichischen Militärvertretung in Brüssel stellvertretender Leiter und ab 2003 Leiter und Militär-Repräsentant bei der EU und bei der NATO.

### Auslandseinsätze
- 1975 als Kompaniekommandant bei der UNDOF[2]
- 1989 bis 1990 als stellvertretender Stabschef der UNDOF[2]
- 11.[3] Februar 2007 – 1. März 2010 Kommandant (Force Commander) bei der UNDOF

## Privates
Er ist Vater von zwei Kindern.